# Karl Wiebel (Politiker, 1908)
Karl Wiebel (* 3. Dezember 1908 in Unterhaching; † 28. Juli 1985 in Sulzberg) war ein deutscher Jurist, Politiker und Oberbürgermeister der bayerischen Städte Freising und Kaufbeuren.

## Leben
Der in Unterhaching geborene Wiebel besuchte die Oberschulen in Wasserburg am Inn und Rosenheim, um danach in München zu studieren. Dort war der promovierte Jurist ab 1936 als Rechtsanwalt tätig.
Nach dem Zweiten Weltkrieg, in dem er als Soldat diente, ließ er sich in Freising nieder. Dort wurde er am 17. Juni 1946 vom Stadtrat zum Oberbürgermeister gewählt. Seine Amtszeit in Freising währte nur 2 Jahre, denn seine Wiederwahl 1948 scheiterte. Als sein Nachfolger wurde am 1. Juli 1948 der Rechtsanwalt Max Lehner gewählt.
Wiebel bewarb sich daraufhin für den Oberbürgermeisterposten in Kaufbeuren. Der Amtsinhaber Georg Volkhardt war als Oberbürgermeister nach Kempten gegangen. Am 11. August 1948 wurde Wiebel zu seinem Nachfolger gewählt. Während seiner Amtszeit stieg die Bevölkerungszahl durch den Zuzug vieler Vertriebener stark an. Er wurde 1952, 1958 und 1964 in seinem Amt bestätigt. Nach 22 Jahren übergab er am 30. April 1970 das Amt an seinen Nachfolger Rudolf Krause.
Bis zu seinem Tod lebte Wiebel in Sulzberg im Oberallgäu.